# Carlos Barbero
Pour les articles homonymes, voir Barbero.
Carlos Barbero Cuesta, né le 29 avril 1991 à Burgos, est un coureur cycliste espagnol professionnel de 2012 à 2022.

## Biographie
Carlos Barbero Cuesta naît le 29 avril 1991 à Burgos en Espagne.
Il entre en 2012 dans l'équipe Orbea Continental qui devient Euskadi l'année suivante. Ses résultats lui valent d'être recruté par l'équipe continentale professionnelle Caja Rural-Seguros RGA à partir de la saison 2015.
Au mois d'octobre 2016, il signe un contrat de deux ans avec l'équipe espagnole Movistar.
Sans contrat à la fin de l'année 2021 et l'arrêt de la structure Qhubeka Assos, Barbero intègre Lotto-Soudal à partir de mai 2022. Il reste dans cette structure jusqu'à la fin de l'année. Sans contrat, il annonce en mars 2023 arrêter sa carrière professionnelle.

## Palmarès et classements mondiaux

### Palmarès sur route
- 2010[1]
  - 3e du Laukizko Udala Saria
- 2011
  - Premio Primavera
  - Circuito Aiala
- 2013
  - 2e étape de la Ronde de l'Isard
- 2014
  - Classement général du Tour de l'Alentejo
  - Circuit de Getxo
  - 3e du championnat d'Espagne sur route
  - 3e du Tour de La Rioja
- 2015
  - 2e étape du Tour de la communauté de Madrid
  - Philadelphia Cycling Classic
  - 1re et 4e étapes du Tour de Beauce
  - 1re étape du Tour de Burgos
  - 2e du championnat d'Espagne sur route
  - 3e de la Klasika Primavera
  - 3e du Circuit de Getxo
- 2016
  - 3e du Tour de La Rioja
  - 3e de la Coppa Sabatini
- 2017
  - Classement général du Tour de l'Alentejo
  - 2e étape du Tour de la communauté de Madrid
  - 3e étape du Tour de Castille-et-León
  - Circuit de Getxo
  - 4e étape du Tour de Burgos
- 2018
  - 1re étape du Tour de Castille-et-León
  - 3e étape de la Vuelta Ciclista Comunidad de Madrid
  - 4e étape du Tour de Burgos
  - 2e du Tour de Castille-et-León
  - 2e du Circuit de Getxo
  - 2e du Grand Prix Bruno Beghelli
- 2019
  - 1re étape du Tour d'Autriche
  - 3e du Tour de la communauté de Madrid

### Résultats sur les grands tours

#### Tour de France
1 participation
- 2021 : 124e

#### Tour d'Espagne
2 participations
- 2015 : 149e
- 2020 : 107e

### Classements mondiaux
| Année                                 | 2012 | 2013 | 2014 | 2015 | 2016 | 2017 | 2018 | 2019 | 2020 | 2021 | 2022 |
| ------------------------------------- | ---- | ---- | ---- | ---- | ---- | ---- | ---- | ---- | ---- | ---- | ---- |
| UCI World Tour                        |      |      |      |      | nc   | 255e | 342e |      |      |      |      |
| Classement mondial                    |      |      |      |      | 190e | 124e | 132e | 223e | 300e | 906e | 858e |
| UCI Europe Tour                       | 844e | 201e | 35e  | 41e  | 64e  | 38e  | 27e  | 188e | 248e | 694e | 642e |
| UCI Asia Tour                         | nc   | nc   | 280e | nc   | nc   | 440e | nc   |      |      |      |      |
| UCI America Tour                      | nc   | nc   | nc   | 45e  | nc   | nc   | nc   |      |      |      |      |
|                                       |      |      |      |      |      |      |      |      |      |      |      |
| Légende : nc = non classéSource : UCI |      |      |      |      |      |      |      |      |      |      |      |